# Michael Jørn Berg
Michael Jørn Berg, danski rokometaš, * 29. maj 1955, Hørsholm.
Leta 1980 je na poletnih olimpijskih igrah v Moskvi v sestavi danske rokometne reprezentance osvojil 9. mesto.